# شارک‌نینجا
شارک‌نینجا (انگلیسی: SharkNinja) شرکت لوازم خانگی آمریکایی است، که در سال ۱۹۹۳ تأسیس شد.